# Carlos Cauich
Carlos Cauich (sinh ngày 13 tháng 5 năm 1992 ở Benito Juárez, Quintana Roo) là một cầu thủ bóng đá người México thi đấu cho Atlante của Liga MX.